# Ladislav Velen von Zerotein
Ladislaus Velen von Zerotein (tschechisch Ladislav Velen ze Žerotína; * Dezember 1579; † April 1638) war ein mährischer Adliger aus dem Geschlecht der Herren von Zerotein aus dem Ast der „von Břeclav“, Hauptmann von Mähren, Kämmerer und Rat des böhmischen Königs Friedrich von der Pfalz, Rat und Militärkommissar des dänischen Königs, Militärbefehlshaber in Troppau während des Widerstands gegen die Habsburger.

## Leben
Ladislav Velen war der Sohn des Johann von Zerotein auf Lundenburg und seiner Frau Kunka, Tochter des Ladislaus Velen von Boskovic. Nach dem frühen Tod seiner Eltern erbte er ein umfangreiches, jedoch auch verschuldetes Vermögen, zu dem die Herrschaft Lundenburg, Eisenberg an der March, Hohenstadt und Mährisch Trübau gehörten. Ausgebildet und erzogen wurde er von Vormündern, die sich dem Humanismus verschrieben hatten. Darunter war Amand Polan von Polansdorf. Später studierte Ladislaus auf calvinistischen Universitäten in Basel, Genf, Heidelberg, Padua und Straßburg.
Nach dem Studium schloss er sich der böhmischen Brüder-Unität an, zu deren aktivsten Mitgliedern er später wurde. Seit 1591 unternahm er mehrere Studienreisen durch Europa. Nach seiner Rückkehr zählte er zu den wenigen gebildeten Adeligen Böhmens mit kultureller und weltmännischer Weitsicht. Er machte sich auch einen Namen als Verwalter des eigenen Vermögens. Er zahlte bald seine Schulden zurück und vermehrte weiterhin sein Vermögen, sodass er später zu den reichsten Männern Mährens zählte.
Von 1609 bis 1612 macht er sich bereits als Hauptmann von Olmütz einen Namen, seit 1612 saß er als Beisitzer beim Landesgericht, bis 1619 übte er das Amt des Landesrichters aus.
Im mährischen Parlament zählte er zum radikalen Flügel der Nicht-Katholiken. Nach seiner Vermählung (im Jahr 1616) mit der Nichte des Grafen Heinrich Matthias von Thurn, eines der radikalen Führer der Opposition in Böhmen, rückten auch beide protestantischen Lager aneinander.
Nach dem Ständeaufstand in Böhmen initiierte er mit Hilfe der Böhmen auch einen Aufstand in Mähren. Im Mai 1619 befehligte er die aufständische Kavallerie, die nach Wien zog. Am 5. August 1619 besiegte er die zahlenmäßig stärkere Armee der Österreicher in der Schlacht bei Wisternitz. Am 7. August 1619 wurde er zum Hauptmann von Mähren gewählt.
Im Februar 1620 begrüßte er in Brünn den neuen böhmischen König Friedrich von der Pfalz, der ihn anschließend in seinem Amt bestätigte, später auch zu seinem Ratgeber ernannte, ihm das Amt des Kämmerers übertrug und ihn sogar zum Paten seines Sohnes auserwählte.
Nach der verheerenden Niederlage der böhmischen Stände in der Schlacht am Weißen Berg am 8. November 1620 bat Ladislav Velen von Zerotein den Kaiser Ferdinand II. um Gnade, aber vergeblich. Er wurde in Abwesenheit zum Tode verurteilt und sein gesamtes Vermögen wurde konfisziert. Ladislaus Velen befand sich jedoch bereits im Ausland und schloss sich den Gegnern der Habsburger an. Im Jahr 1621 gehörte er zum Generalstab des Johann Georg von Kärnten. Er griff erfolgreich das Herzogtum Troppau an, in dem bereits das Fürstengeschlecht der Liechtensteiner herrschte, dem auch sein konfisziertes Vermögen zufiel. Nach militärischen Niederlagen im Sommer 1621 begab er sich nach Ungarn und später mit seinem Freund Friedrich von der Pfalz nach Den Haag in den Niederlanden.
Im Jahr 1626, zu Zeiten des Dreißigjährigen Krieges, kämpfte er im Namen des dänischen Königs an der Seite von Peter Ernst II. von Mansfeld, des Befehlshabers der Koalitionsarmee, und nahm teil an der Besetzung Schlesiens und der Region Troppau. 1634 wurde er zum Oberbefehlshaber der schwedischen Besatzungstruppe in Schlesien ernannt. Nach der Niederlage der Schweden zog er sich nach Posen zurück, wo er auch starb.
Ladislaus Velen war in erster Ehe mit Bohunka von Kunovitz verheiratet, später mit Elisabeth, der Nichte des Grafen Heinrich Matthias von Thurn.